# 神たま
『神たま』（かみたま）は、2008年5月にSNKプレイモアより発売されたパチスロ機（5号機）。保通協における型式名は「カミタマX」。
SNKプレイモアのオリジナル萌えスロである。全編にフルアニメーションを用いた演出が最大の特徴。2009年6月18日に、オンラインゲームであるハンゲームのパチスロDXに移植された。
2009年8月には、続編機として、ARTを搭載した『神たま 〜ARTやで!全員集合〜』（保通協における型式名は「カミタマART」）が発売されている。
2011年4月には、さらなる続編機として、『神たま2 ～あっぱれ超みこし祭～』が発売される予定。

## 概要
びっぐぼーなす (BB) とれぐぼーなす (RB) にみこしチャンス (MC) の3種類のボーナスと、チャンスゾーンと50G完走型のRT・「みこし祭」が搭載されている。みこしチャンスは獲得枚数は少ないが、RT突入期待度が最も高い。通常時は3枚がけ、ボーナスゲーム中は2枚がけでプレイする。
出玉とは関係の無いシステムとして「龍玉」を獲得することができる。
設定は1 - 6の6段階で、ボーナス確率が高めである。

### BONUS
びっぐぼーなす
ビッグボーナスはみこし揃い、青7揃いの2種類で345枚を超える払出枚数で終了。獲得純増枚数は約308枚。
ボーナス終了後にチャンスゾーンに突入する。
「みこし祭」突入期待度は約50%。
れぐぼーなす
レギュラーボーナスはみこし・みこし・青7、青7・青7・みこしの2種類で119枚を超える払出枚数で終了。獲得純増枚数は約104枚。
ボーナス終了後にチャンスゾーンに突入する。
「みこし祭」突入期待度は約25%。
みこしチャンス
みこし・みこし・BARの1種類で30枚を超える払出枚数で終了。獲得純増枚数は約39枚。
ボーナス終了後にチャンスゾーンに突入する。
「みこし祭」突入期待度は約75%。

### チャンスゾーン
チャンスゾーン。全てのボーナス終了後（びっぐぼーなす・れぐぼーなす・みこしチャンス）、RT「みこし祭」終了後、通常時に150G消化（その間ボーナス非当選が条件）のいずれかを満たすと突入し、特殊リプレイ当選によるRT「みこし祭」突入、単独チェリーに当選、ボーナスに当選のいずれかを満たすと終了する。
チャンスゾーンにはステージが昼・夕方・夜の3種類あり、夜の場合がRT突入期待度は最大となり約75%。RT突入の期待を盛り上げる様々な演出が盛り込まれている。
RT突入期待度はみこしチャンス（約75%）＞びっぐぼーなす（約50%）＞れぐぼーなす≒周期チャンスゾーン（約25%）の順。
なお、チェリー当選によりチャンスゾーンが終了となった場合は、画面は通常画面（昼ステージ）に即戻るのではなく、いったん何らかの演出に発展した後に通常画面に戻る。周期チャンスゾーンの場合も、通常時150G消化後になんらかの演出を経て夕方ステージになる。ただし、150G消化しても、画面が変わる前にチェリー当選により内部でチャンスゾーンが終了した場合は、ステージは昼のままで変わらない。そのため、見た目にはチャンスゾーンに突入しなかったようにみえる。
ちなみに変則押しでチェリーが単独か共通か判別可能。

### みこし祭
リプレイタイム。突入条件は、CZ中に特殊リプレイが成立した場合。終了条件は50G完走、及びボーナス当選。50G完走型（規定ゲーム数終了まで継続する）RTであるため、RT中にボーナスに当選した場合でもボーナスを揃えないようにすれば50G継続する。残りG数は液晶右下に表示される。純増枚数は約0.3枚/1G。
背景キャラ通過演出
出現・通過したキャラでナビ。登場するキャラが多い、左側から出現するとチャンス。
扉演出
扉が閉まればチャンス。扉が豪華であれば激熱。
扉が赤の場合はチャンス目、鳳凰絵柄の場合は特殊リプレイに対応。ただ、外れることも多い。扉がシルバーで、「鉄板」と書かれていればボーナス確定である。
花火演出
みこしちゃんが何かに気付けば発展する演出。花火の種類は豊富で、ナビになったりボーナスを示唆したりする。
舟通過演出
みこしちゃんが何かに気付けば発展する演出。乗船している人数によって、ナビになったりボーナスを示唆したりする。
最終結果
RTが終了する最後に扉が閉まり「終演」と文字が表示され、その下に巻物がある。巻物に書かれている内容で期待度を告知する。

## ストーリー
舞台は八百万の神が住まう国、神国。
主人公神野みこしは、祖父の跡を継ぐため、神様のたまご・「神たま」となり、立派な神になることを目指す。

## 登場キャラクター
神野みこし
声 - 中村郁
主人公。祖父の跡を継ぐため「神たま」となり、一人前の神を目指す少女。
ケロロン様
カエルの神。
だるまん様
だるまの神。
招キング様
招き猫の神。
四五六おじいちゃん
みこしの祖父。人間の神。
龍神
神で一番偉い。
八百万の神々

## 龍玉
遊戯中に獲得できるお遊びシステム。通常時、もしくはれぐぼーなすで獲得できる。龍玉は最大で5個獲得可能。使用方法は筐体のボタンからサイドメニューで選択可能。龍玉を消費するとQRコードが表示され、無料で携帯着信音や壁紙を入手することができる。

### びっぐ中BGM及びみこし祭中BGM
びっぐぼーなす中のBGMは龍玉を使用すれば選択可能となる。全部で3曲用意されている。歌がついているものは、サブのボタンを押すと歌詞が表示できる。
通常びっぐぼーなす
龍玉を使用しない場合。
お願い!神たま
龍玉2個使用した場合。
みこし音頭
龍玉5個使用した場合。
みこし祭 (RT) 中に内部当せんした場合。
みこし音頭（アレンジ）
みこし祭中に内部当せんした場合、選択された演出によって通常のみこし音頭とは違うアレンジのものが聴ける事がある。

### 神様認定試験
れぐぼーなす中に遊べるミニゲーム。
問題は全部で6問あり、4問以上正解すると画像または音楽が携帯にダウンロードできる（4問正解で画像、5問正解で音楽、6問正解で画像と音楽となっている）。また、それらには1から10までの番号（漢数字で表記されている）がついており、設定判別にも使える。なお、1の画像と音楽はデフォルトでダウンロードが可能になっているため、ミニゲームで獲得できるのは2から10までの番号のものである。
- 目押しゲーム
- じゃんけんゲーム（このゲームのみ運に左右される。中リール中段に青七ビタ押しで勝率大幅アップ可能）
- クイズゲーム

評価は最大で7つ星。評価によって肩書きが変化する。

## 液晶演出
おにぎり演出
みこしがおにぎりを食べる演出。中に入っている具で小役・チャンスをナビする。赤飯だとチャンスアップ。
おみくじ演出
みこしがおみくじを引く演出。出た運勢によって期待度が変化する。おみくじの箱が赤だとチャンスアップ。大吉は期待度約60%。
桃源橋演出
みこしがおでかけする演出。右に向かえばチャンス。出会うキャラクターによって小役ナビor演出へ発展。
神々の祠演出
みこしが祠にお参りする演出。登場する神様が小役・チャンスをナビする。扉・手拍子がいつもと違えば熱い。
背景演出
滝に虹がかかったり、懐からおにぎり、釣り演出などがある。背景の火山が3つ噴火で、ボーナスorRT確定。
蓮の葉わたり演出
ケロロン様の指導でみこしが修行する演出。渡りきれたらボーナスで、失敗しても復活することもある。蓮が岩に変わったり、みこしの掛け声の種類などで期待度が変化する。
だるまん様が転んだ演出
だるまん様とみこしのだるまが転んだ演出。だるまん様の色で小役ナビで、3人とも同じ色でチャンス。だるまん様が全員転んだらボーナスorRT確定。
招キング本舗演出
招キング様と物々交換。招キング様のコメントや交換物によって期待度変化。
神様対抗!カルタ対決
対戦相手によって期待度が変化。みこしの奥義や秘義が出るとチャンスアップ。みこしが先にカルタを取ればボーナスorRT確定。
神様対抗!にらめっこ対決
対戦相手によって期待度が変化し、みこしが相手を笑わせたらボーナスorRT確定。必笑技もある。
神の湯演出
3ゲームの連続演出。みこしが入湯すればボーナスorRT確定。1ゲーム目に「ボーナス準備完了！」でボーナス確定。巨大石けん出現でもボーナス確定。
みこしルーレット
みこしによるルーレット演出。炎の色が青ならチャンスアップ。そのままボーナス確定や、連続演出に発展することもある。
ケロロンルーレット
ケロロン様によるルーレット演出。第1停止で登場すれば激熱。そのままボーナス確定や、連続演出に発展することもある。
龍神ルーレット
龍神によるルーレット演出。出現しただけで熱い演出。龍玉獲得の場合もある。
お出かけルーレット演出
レバーONで発生する演出。選択された演出へ発展する。発展先は「招キング本舗」・「神々の祠」・「桃源郷」。
消灯演出
ボタン停止ごとに発展する演出。第3停止まで継続すれば演出へと発展する。ただし、スイカが成立した場合は、一度真っ暗になった画面が元の画面に戻るだけということがある。